# Tom Wandell
Tom Wandell (Svédország, Södertälje, 1987. január 29. –) profi jégkorongozó.

## Karrier
Komolyabb junior karrierjét a svéd Södertälje SK junior csapatában kezdte 2002–2003-ban. 2006-ig volt a junior csapat tagja. Részt vett a 2004-es U-18-as jégkorong világbajnokságon. A 2005-ös NHL-drafton a Dallas Stars választotta ki az ötödik kör 146. helyén. 2005–2006-ban bemutatkozott a svéd legfelső osztályban hat mérkőzésen. Ezután az finn Ässät Porihoz került ahol előbb a junior csapatban majd a felnőtt csapatban is játszott. 2007–2008-ban már a tengeren túli AHL-es Iowa Starsban szerepelt majd még ebben az idényben három mérkőzést játszott az ECHL-es Idaho Steelheadsben. 2008–2009-ben visszament Svédországba a Timrå Ik csapatába de a szezon végén bemutatkozott az National Hockey League-ben a Dallas Starsban és a második mérkőzésén beutötte első gólját a Detroit Red Wings elleni győztes mérkőzésen. 2009–2010-ben 50 mérkőzésen lépett jégre a Dallas színeiben és 15 pontot szerzett. A 2010–2011-es szezontól kezdve teljes értékű csapattag. Néhány mérkőzést hagyott csak ki azóta apróbb sérülések miatt.

## Karrier statisztika
| 2005–2006            | Södertälje SK        | SEL                  | 6   | 0  | 0  | 0  | 0  | — | — | — | — | — |
| 2005–2006            | Södertälje SK        | Swe-2                | —   | —  | —  | —  | —  | 1 | 1 | 0 | 1 | 0 |
| 2006–2007            | Ässät                | SM-Liiga             | 50  | 6  | 6  | 12 | 20 | — | — | — | — | — |
| 2007–2008            | Iowa Stars           | AHL                  | 53  | 10 | 9  | 19 | 16 | — | — | — | — | — |
| 2007–2008            | Idaho Steelheads     | ECHL                 | 3   | 3  | 0  | 3  | 2  | — | — | — | — | — |
| 2008–2009            | Timrå Ik             | SEL                  | 51  | 15 | 26 | 41 | 26 | 7 | 0 | 4 | 4 | 0 |
| 2008–2009            | Dallas Stars         | NHL                  | 14  | 1  | 2  | 3  | 4  | — | — | — | — | — |
| 2009–2010            | Dallas Stars         | NHL                  | 50  | 5  | 10 | 15 | 14 | — | — | — | — | — |
| 2010–2011            | Dallas Stars         | NHL                  | 75  | 7  | 2  | 9  | 14 | — | — | — | — | — |
| 2011–2012            | Dallas Stars         | NHL                  | 72  | 6  | 9  | 15 | 16 | — | — | — | — | — |
| SEL Összesített      | SEL Összesített      | SEL Összesített      | 57  | 15 | 26 | 41 | 26 | 7 | 0 | 4 | 4 | 0 |
| SM-Liiga Összesített | SM-Liiga Összesített | SM-Liiga Összesített | 50  | 6  | 6  | 12 | 20 | — | — | — | — | — |
| NHL Összesített      | NHL Összesített      | NHL Összesített      | 211 | 19 | 23 | 42 | 48 | — | — | — | — | — |